# جورج هنتر (لاعب كرة قاعدة)
جورج هنتر (بالإنجليزية: George Hunter)‏ هو لاعب كرة قاعدة أمريكي، ولد في 8 يوليو 1887 في بوفالو في الولايات المتحدة، وتوفي في 11 يناير 1968 في هاريسبرج في الولايات المتحدة.

## وصلات خارجية
- جورج هنتر على موقعبيزبول رفرنس.كوم (الدوري الرئيسي) (الإنجليزية)
- جورج هنتر على موقعبيزبول رفرنس.كوم (الدوري الثانوي) (الإنجليزية)